# Listă de praghezi

Stema orașului Praga

Această listă de personalități marcante din Praga cuprinde o enumerare alfabetică a celor mai reprezentative persoane născute în capitala Cehiei.
Dacă nu este precizată etnia unei persoane, se subînțelege că acesta este cehă.

## A
- Agnes de Boemia (1211 - 1282), prințesă, venerată ca sfântă;
- Ana de Boemia (1366 – 1394), regină a Angliei.

## B
- Tycho Brahe (1546 – 1601),  astronom și matematician danez.
- Max Brod (1884 - 1968), scriitor evreu ceh.

## C
- Carol al IV-lea, (1316 - 1378), împărat al Sfântului Imperiu Roman;
- Caterina de Luxemburg (1342 – 1395), ducesă de Austria.

## E
- Elisabeta de Boemia (1292–1330) (1292 – 1330), regină a Boemiei;
- Elisabeta de Boemia (1358–1373) (1358 – 1373), prințesă a Boemiei.

## K
- Josef Kemr (1922 – 1995), actor

## R
- Helena Ryšánková (n. 1992), handbalistă.

## V
- Venceslau I de Luxemburg (1337 – 1383), duce de Luxemburg.

## Z
- Robert von Zimmermann (1824 - 1898), filozof.